# Saint-Michel-de-la-Roë
Saint-Michel-de-la-Roë är en kommun i departementet Mayenne i regionen Pays de la Loire i nordvästra Frankrike. Kommunen ligger i kantonen Saint-Aignan-sur-Roë som tillhör arrondissementet Château-Gontier. År 2022 hade Saint-Michel-de-la-Roë 255 invånare.

## Befolkningsutveckling
Antalet invånare i kommunen Saint-Michel-de-la-Roë
| Referens: INSEE |